# Christian Oliver (football)
Pour les articles homonymes, voir Christian Oliver et Oliver.
Christian Oliver est un footballeur français, né le 26 octobre 1932 à Mostaganem (Algérie) et mort le 16 mai 2024 à Senlis.

## Biographie
Frère de l'international Célestin Oliver, il évolue au poste de milieu de terrain. Formé à l'IS Mostaganem, il joue ensuite à Sedan, puis à Nîmes et enfin au Red Star.
Au total, Christian Oliver dispute 215 matchs en Division 1, pour 27 buts inscrits, et 118 rencontres en Division 2, pour 22 buts marqués.
Le 9 mai 1954, il se met en évidence en étant l'auteur d'un triplé en Division 2, lors de la réception du SO Montpellier, permettant à son équipe de Sedan de l'emporter sur le très large score de 7-0.

## Palmarès
- Vainqueur de la Coupe de France en 1956 avec l'UA Sedan-Torcy
- Finaliste de la Coupe de France en 1961 avec le Nîmes Olympique
- Champion de France D2 en 1955 avec l'UA Sedan-Torcy
- Vainqueur du Challenge des champions en 1956 avec l'UA Sedan-Torcy